# The Last Exorcism - Liberaci dal male
The Last Exorcism - Liberaci dal male (The Last Exorcism Part II) è un film del 2013 diretto da Ed Gass-Donnelly.
È il sequel de L'ultimo esorcismo (The Last Exorcism) del 2010.

## Trama
Dopo gli eventi avvenuti nel primo film, una coppia trova Nell Sweetzer, con un aspetto demoniaco, accanto al proprio frigorifero. Viene immediatamente ricoverata in ospedale per il suo stato catatonico. Viene affidata alla casa famiglia per ragazze di Frank Merle e dopo qualche mese Nell si ambienta alla nuova vita trovando anche un lavoro come cameriera in un hotel. Un giorno lei e le sue nuove amiche visitano una sfilata in costume per la città ed in questo momento Nell comincia a percepire che il demone Abalam sta tornando da lei. Le persone vicine a Nell cominciano a morire per il volere del demone, difatti anche il fidanzato della ragazza è costretto a suicidarsi dall'entità demoniaca.
L'Ordine della Mano destra si mette in contatto con Nell per aiutarla e liberarla dal male. Durante l'esorcismo finale, i membri dell'ordine capiscono che il demone è troppo potente da poter sconfiggere e infatti decidono di uccidere la ragazza con una dose mortale di morfina. Il demone offre a Nell il modo di salvarsi basta che lei offra a lui la sua anima, Nell accetta e il demone si impossessa di lei uccidendo i membri dell'Ordine della Mano destra. Torna alla casa famiglia e decide di bruciare la casa e tutte le sue compagne. La scena finale vede Nell, ormai sotto il controllo demoniaco girare in macchina per la città dando fuoco a tutto solamente con il pensiero.

## Distribuzione
Il film è stato distribuito negli Stati Uniti dalla CBS Films a partire dal 1º marzo 2013. In Italia è stato distribuito dalla M2 Pictures in data 18 luglio 2013.